# Icon (Billy Currington)
Icon è il primo album raccolta del cantante statunitense Billy Currington, pubblicato il 22 marzo 2011. La compilation comprende tutti i maggiori successi dell'artista.

## Tracce
1. I Got a Feelin' – 3:15
2. Must Be Doin' Somethin' Right – 4:31
3. Why, Why, Why – 2:46
4. Good Directions – 3:37
5. That's How Country Boys Roll – 3:46
6. Don't – 3:58
7. People Are Crazy – 3:53
8. Tangled Up – 4:07
9. Walk a Little Straighter – 3:43
10. Swimmin' in Sunshine – 4:47
11. She's Got a Way with Me – 4:44